# Psychologiczna teoria decyzji
Psychologiczna teoria decyzji jest systemem twierdzeń o zachowaniu się człowieka w czasie rozwiązywania zadań decyzyjnych. Przy analizie i wyjaśnianiu czynności, jakie człowiek podejmuje w procesie decyzyjnym, uwzględnia się strukturę zadań decyzyjnych oraz strukturę cech decydenta. Wykorzystuje rezultaty badań empirycznych w celu tworzenia modeli matematycznych opisujących procesy decyzyjne.

## Literatura
- Józef Kozielecki, Psychologiczna teoria decyzji, PWN, Warszawa 1975.